# Itamar Ben-Gvir
assinatura
Itamar Ben-Gvir ( em hebraico:  אִיתָמָר בֶּן גְּבִיר; Mevaseret Zion, 6 de maio de 1976) é um advogado e político israelense e líder do partido de extrema-direita israelense Otzma Yehudit, membro do Knesset desde 2022 e Ministro da Segurança Nacional de Israel sob o Trigésimo Sétimo Governo Israelense desde 2022. 

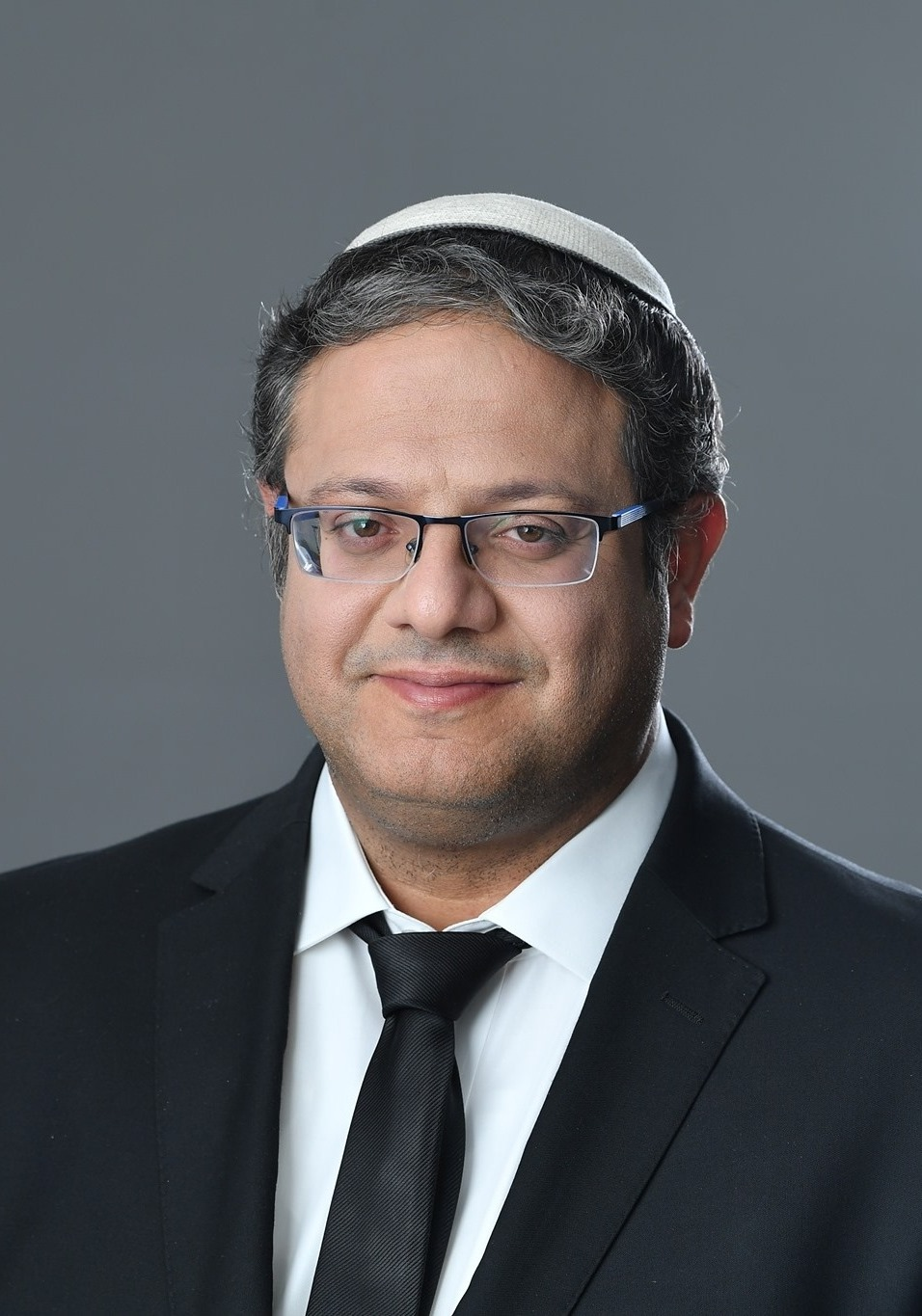

## Biografia
Seu pai nasceu em Jerusalém, filho de imigrantes judeus iraquianos . Ele trabalhou em uma empresa de gasolina e se interessou por escrever. Sua mãe era uma imigrante judia curda que havia atuado no Irgun na adolescência e era dona de casa. Sua família era secular, mas quando adolescente ele adotou visões religiosas e radicais de direita durante a Primeira Intifada . Ele primeiro se juntou a um movimento juvenil de direita afiliado ao Moledet, um partido que defendia a transferência de árabes para fora de Israel, e depois se juntou ao movimento juvenil do partido ainda mais radical Kach e Kahane Chai, que acabou sendo designado como uma organização terrorista e proibido pelo governo israelense. Ele se tornou coordenador de jovens de Kach e afirmou que foi detido aos 14 anos. Quando atingiu a maioridade para o recrutamento nas Forças de Defesa de Israel aos 18 anos, foi dispensado do serviço pelas IDF devido à sua formação política de extrema direita.
Ben-Gvir continuou associado ao movimento Kahanista, do qual seu partido, Otzma Yehudit, é considerado um dos sucessores ideológicos de Kahane. Na década de 1990, ele foi ativo em protestos contra os Acordos de Oslo . Em 1995, poucas semanas antes do assassinato do primeiro-ministro Yitzhak Rabin, Ben-Gvir chamou a atenção do público pela primeira vez quando apareceu na televisão brandindo um emblema de Cadillac que havia sido roubado do carro de Rabin e declarou: "Chegamos ao seu carro, e vamos chegar até ele também." No entanto, ao formar o partido Otzma Yehudit, ele alegou que não seria um Kach Kahane Chai ou um grupo dissidente. Ele realizou uma série de atividades de extrema-direita que resultaram em dezenas de acusações. Em uma entrevista em novembro de 2015, ele afirmou ter sido indiciado 53 vezes. Na maioria dos casos, as acusações foram retiradas do tribunal. Em 2007, no entanto, ele foi condenado por incitação ao racismo.
Ben-Gvir é casado com Ayala Nimrodi, parente distante de Ofer Nimrodi, ex-proprietário do jornal diário Maariv . O casal tem cinco filhos e vive em Kiryat Arba / Hebron, na Cisjordânia ocupada.
Ben Gvir, um extremista que enfrentou dezenas de acusações de discurso de ódio contra árabes, era conhecido por ter um retrato em sua sala de estar do terrorista israelense-americano Baruch Goldstein, que em 1994 massacrou 29 fiéis muçulmanos palestinos e feriu outros 125 em Hebron, no que ficou conhecido como o massacre da Caverna dos Patriarcas . Ele removeu o retrato depois que entrou na política. Em 1995, ele ameaçou o então primeiro-ministro israelense Yitzhak Rabin —que foi assassinado duas semanas depois— dizendo "chegamos ao carro dele, e vamos chegar até ele também", depois de ter roubado um enfeite de carro de seu Cadillac.
Como advogado, ele também é conhecido por defender os radicais judeus em julgamento em Israel. Ele pediu a expulsão dos cidadãos árabes de Israel que não são leais a Israel. Ele é atualmente um membro do Knesset, sua base eleitoral composta principalmente por jovens israelenses.

## Carreira política
Ben-Gvir foi o assistente parlamentar no 18º Knesset de Michael Ben-Ari . Em 23 de julho de 2017, ele fez parte da liderança de um protesto que incluiu dezenas de pessoas do lado de fora do gabinete do primeiro-ministro em Jerusalém. O protesto foi realizado por Lehava e Otzma Yehudit.
Em 25 de fevereiro de 2019, Ben-Gvir disse que os cidadãos árabes de Israel que não eram leais a Israel "devem ser expulsos". Ben-Gvir tinha uma foto de Baruch Goldstein, que massacrou 29 muçulmanos na Caverna dos Patriarcas em 1994, pendurado em sua casa; ele o removeu em preparação para as eleições legislativas israelenses de 2020, na esperança de poder concorrer na lista unificada da direita liderada por Naftali Bennett.
Ben-Gvir planejava concorrer a um assento no Knesset nas eleições legislativas israelenses de setembro de 2019 na primeira vaga de uma lista eleitoral combinada de Noam / Otzma Yehudit, embora os dois partidos se dividissem sobre a inclusão de Otzma de um candidato secular em a lista combinada (com a qual Noam discordou). Ben-Gvir estava na terceira vaga de uma lista conjunta que inclui Otzma Yehudit, Noam e o Partido Religioso Sionista que concorreu nas eleições legislativas israelenses de 2021. Ele foi eleito para o Knesset porque a aliança ganhou seis assentos.
Em maio de 2021, foi relatado que ele frequentava o bairro de Sheikh Jarrah em Jerusalém Oriental, em uma demonstração de solidariedade aos colonos judeus que moram lá.
Nas eleições legislativas israelenses de 2022, o partido de Ben-Gvir teve um sucesso sem precedentes, mais do que dobrando seus votos em relação às eleições legislativas israelenses de 2022, tornando-se assim o 3º maior partido no 25º Knesset. Espera-se que Ben-Gvir e seu partido sejam parte integrante de um governo liderado por Netanyahu.

## Carreira jurídica
Ben-Gvir às vezes se representava durante suas muitas acusações e, por sugestão de vários juízes, decidiu estudar direito. Ben-Gvir estudou direito no Ono Academic College. No final de seus estudos, a Ordem dos Advogados de Israel o impediu de fazer o exame da ordem com base em sua ficha criminal. Ben-Gvir afirmou que a decisão foi politicamente motivada. Após uma série de recursos, essa decisão foi anulada, mas foi decidido que Ben-Gvir primeiro teria que resolver três casos criminais nos quais ele foi acusado na época. Depois de ser absolvido em todos os três casos de acusações, incluindo realizar uma reunião ilegal e perturbar um funcionário público, Ben-Gvir foi autorizado a fazer o exame. Ele passou nos exames escritos e orais, e foi concedida uma licença para exercer a advocacia.
Como advogado, Ben-Gvir representou uma série de ativistas judeus de extrema direita suspeitos de terrorismo e crimes de ódio. Clientes notáveis incluem Benzi Gopstein e dois adolescentes acusados do ataque incendiário da Duma . O Haaretz descreveu Ben-Gvir como o "homem de referência" para extremistas judeus que enfrentam problemas legais e relatou que sua lista de clientes "leia como um 'Quem é quem' de suspeitos em casos de terror judaico e crimes de ódio em Israel". Ben-Gvir também é advogado da Lehava, uma organização anti-assimilação israelense de extrema-direita que atua na oposição ao casamento entre judeus e não-judeus, e processou o waqf.
Ben-Gvir diz que seu trabalho como advogado de ativistas judeus de extrema direita é motivado pelo desejo de ajudá-los, e não por dinheiro.

## Controvérsia
Ben Gvir, um extremista que enfrentou dezenas de acusações de discurso de ódio contra árabes, era conhecido por ter um retrato em sua sala de estar do terrorista israelense-americano Baruch Goldstein, que em 1994 massacrou 29 fiéis muçulmanos palestinos e feriu outros 125 em Hebron, no que ficou conhecido como o massacre da Caverna dos Patriarcas . Ele removeu o retrato depois que entrou na política. Em 1995, ele ameaçou o então primeiro-ministro israelense Yitzhak Rabin —que foi assassinado duas semanas depois— dizendo "chegamos ao carro dele, e vamos chegar até ele também", depois de ter roubado um enfeite de carro de seu Cadillac.
Em outubro de 2021, Ben-Gvir e o líder da Lista Conjunta Ayman Odeh tiveram um confronto físico durante uma visita ao Kaplan Medical Center para ver Miqdad Qawasmeh, um agente do Hamas que estava em greve de fome há mais de três meses de sua detenção administrativa . Ben-Gvir foi contra Qawasmeh ser tratado em um hospital israelense e afirmou que havia visitado para verificar as condições do detido, bem como "ver de perto esse milagre que uma pessoa permanece viva apesar de não comer por vários meses". Quando Ben-Gvir tentou entrar no quarto de Qawasmeh, ele acusou Odeh de ser um terrorista por apoiar extremistas como Qawasmeh. Odeh então atacou primeiro, empurrando Ben-Gvir, e a dupla começou a brigar antes de ser separada por espectadores. Ben-Gvir mais tarde apresentou uma queixa contra Odeh, alegando que ele havia "cometido um ato criminoso grave".
Em dezembro de 2021, Ben-Gvir foi investigado depois que um vídeo apareceu dele puxando uma arma para seguranças árabes durante uma disputa de estacionamento na garagem subterrânea do centro de conferências Expo Tel Aviv. Os guardas pediram a Ben-Gvir que retirasse seu veículo, pois estava estacionado em uma vaga proibida. Ele então sacou uma pistola e a apontou para os guardas. Ambas as partes se insultaram, e Ben-Gvir afirmou que sentiu sua vida ameaçada. Os guardas estavam desarmados. Ele foi criticado por legisladores em todo o corredor, e o incidente foi investigado.
Em janeiro de 2022, seu nível de segurança foi aumentado. Devido às frequentes ameaças de morte, Ben-Gvir é acompanhado por vários guardas de segurança em público, e medidas extras de segurança são tomadas para garantir sua segurança.
Em 13 de outubro de 2022, no bairro Sheikh Jarrah de Jerusalém Oriental, Ben-Gvir participou dos confrontos entre colonos judeus israelenses e moradores palestinos locais, brandindo uma arma, mandando a polícia atirar nos palestinos que atiravam pedras no local, e gritando para eles: “Nós somos os proprietários aqui, lembre-se disso, eu sou seu proprietário”. Esta foi uma mensagem que mais tarde foi repetida por ele em um tweet na manhã após a eleição de 2022 em seu tweet de vitória.